# Erwin Rösener

Erwin Rösener

Erwin Friedrich Karl Rösener (* 2. Februar 1902 in Schwerte; † 4. September 1946 in Ljubljana) war ein deutscher SS-Obergruppenführer, General der Waffen-SS und Polizei. Als Höherer SS- und Polizeiführer „Alpenland“ (Wehrkreis XVIII, Salzburg) war Rösener maßgeblich zuständig für die NS-Rassen- und Volkstumspolitik in der Untersteiermark, in Kärnten und Oberkrain.

## Leben

### Herkunft und Ausbildung
Rösener wurde in Schwerte an der Ruhr geboren und in die evangelische Gemeinde aufgenommen. Die Volksschule und (von 1913 bis 1916) die Realschule besuchte er in Buer. Nach seiner Schulzeit absolvierte Rösener eine vierjährige Ausbildung zum Elektromonteur. Er bildete sich anschließend in Aachen an einer Berufs-Abendschule sowie einer technischen Fortbildungsschule weiter. Anschließend war er in seinem Beruf bei mehreren Betrieben angestellt, zuletzt bei Deutschen Elektrizitäts-Werken (DEW) in Aachen.

### Politische Karriere
Zum 6. November 1926 trat Rösener in die NSDAP ein (Mitgliedsnummer 46.771). 1927/1928 wirkte er als Ortsgruppenleiter in Aachen und danach beim Gauleiter Rheinland als Abschnittsleiter sowie Versicherungsobmann. Zur selben Zeit wurde er auch in die Sturmabteilung (SA) aufgenommen. Bereits 1927 wurde er zum SA-Sturmführer befördert, 1928/1929 leitete er den SA-Sturm 16 in Aachen. Im Oktober 1929 bewarb er sich um die Aufnahme in die SS. Seinem Antrag wurde 1930 entsprochen und er wechselte im Rang eines SA-Sturmführers von der SA zur SS (SS-Nummer 3.575).
Rösener wurde zum 4. November 1930 als Truppführer dem SS-Sturm 73 in Aachen zugewiesen. Schon zum 18. Februar 1931 erfolgte seine Beförderung zum SS-Sturmführer und am 21. Dezember 1931 wurde er zum SS-Hauptsturmführer befördert. Nach dem Besuch der Reichsführerschule in München im Jahre 1932 wurde Rösener am 30. Januar 1933 zum SS-Sturmbannführer befördert.

### Nach der Machtübernahme
Auf Röseners Ersuchen sollte der Chefredakteur der Aachener Arbeiter-Zeitung, Arthur May, zu einer Vernehmung nach Jülich gebracht werden. Die Aachener Polizeiführung überließ daraufhin den in Schutzhaft befindlichen Arthur May, einigen SS-Männern, welche in einem offenen Lastkraftwagen angereist waren. Nach seinem Transport in der Nacht vom 21. auf den 22. Juni 1933 wurde Arthur May am 22. Juni 1933 in der Jülicher Zitadelle von SS-Hilfspolizisten hingerichtet. Als Todesursache wurde „auf der Flucht erschossen“ angegeben.
Im Juli 1933 wurde Rösener von Aachen nach Düsseldorf versetzt. Er übernahm die Führung der 20. SS-Standarte und wurde am 9. November 1933 zum SS-Obersturmbannführer befördert. Bei den Scheinwahlen zum 9. Reichstag am 12. November 1933 kandidierte er erfolgreich für die NSDAP-Einheitsliste im Wahlkreis 22 (Düsseldorf Ost, Wahlkreisverband Rheinland-Nord). Dem Reichstag gehörte er bis 1945 an, ab 1936 vertrat er dort den Wahlkreis 1 (Ostpreußen). Von Mai bis Oktober des Jahres 1938 war er ehrenamtlicher Ratsherr in Berlin.
Am 12. Mai 1934 wurde er zum SS-Standartenführer befördert. Als Mitglied der Organisationsleitung der Reichsparteitage war er an den Planungsarbeiten für den Reichsparteitag „Triumph des Willens“ sowie an der Realisierung der Veranstaltung vom 5. bis 10. September 1934 in Nürnberg maßgeblich beteiligt. Im September 1934 übersiedelte Rösener von Düsseldorf in das ostpreußische Allenstein und führte dort als Kommandeur die 61. SS-Standarte. Von Mitte September 1936 bis Anfang November 1938 war er Stabsführer des SS-Oberabschnitts Ost (Berlin) und danach in gleicher Funktion des SS-Oberabschnitts Rhein (Wiesbaden) bis Juni 1940, den er anschließend führte.

### Zweiter Weltkrieg und Hinrichtung

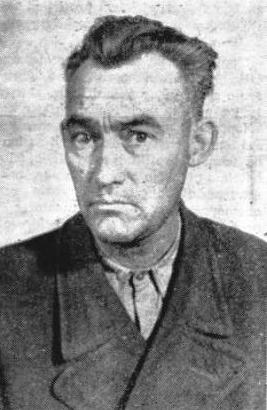
Erwin Rösener zur Zeit des Prozesses in Jugoslawien (1946)

Von Mitte September 1940 bis Mitte Dezember 1941 war er Höherer SS- und Polizeiführer (HSSPF) „Rhein“ und anschließend bis zum Kriegsende HSSPF „Alpenland“. In dieser Funktion war Rösener in Slowenien bei der Partisanenbekämpfung eingesetzt. Hier befahl er unter anderem die Tötung von Zivilisten, Geiseln und Kriegsgefangenen und arbeitete mit Leon Rupnik und Bischof Gregorij Rožman zusammen. Im Juli 1944 wurde er General der Waffen-SS und der Polizei und einen Monat später SS-Obergruppenführer. Ab Anfang Oktober 1944 war er zudem Höherer Kommandeur der Kriegsgefangenen im Wehrkreis XVIII und ab April 1945 noch Kommandeur des rückwärtigen Gebiets der Heeresgruppe E.
1945 entkam Rösener nach Österreich, wo er am 17. Mai in einem Lazarett in Spittal an der Drau, in das er in Wehrmachtsuniform mit Wehrmachtsdokumenten aufgenommen worden war, von den Briten entdeckt wurde. Zunächst in ein großes Gefangenenlager in Cinecittà bei Rom gebracht, wurde er nach Jugoslawien zurückgeschafft. Hier wurden er und Leon Rupnik am 30. August 1946 zum Tode verurteilt und am 4. September 1946 gehängt (Rupnik erschossen).

## Auszeichnungen
- Goldenes Parteiabzeichen der NSDAP
- Dienstauszeichnung der NSDAP in Silber
- Deutsches Reichssportabzeichen in Silber
- Eisernes Kreuz (1939) II. und I. Klasse
- Kriegsverdienstkreuz (1939) II. und I. Klasse mit Schwertern
- SS-Dienstauszeichnung
- SS-Ehrenring
- Ehrendegen des Reichsführers SS
- Bandenkampfabzeichen in Silber
- Deutsches Kreuz in Gold am 27. Januar 1945